# Kraljevina Dalmacija
Kraljevina Dalmacija je od 1797. do 1918. godine bila pod vlašću Habzburške monarhije, sa kraćim prekidom od 1806. do 1813. godine, kada je bila pod privremenom francuskom okupacijom. Glavni grad je bio Zadar. Nakon stvaranja Austrougarske (1867), ostala je u sastavu austrijskog dela države, te se stoga nazivala i Austrijskom Dalmacijom.

## Istorija
Kraljevina Dalmacija je formirana nakon austrijskog zaposedanja francuskih Ilirskih provincija tokom 1813. i 1814. godine. Sastojala se iz tri istorijske oblasti, koje su dobile odgovarajući rang u hijerarhiji habzburških zemalja:
- Zadarsko vojvodstvo, za područje uže Dalmacije
- Dubrovačko vojvodstvo, za područje bivše Dubrovačke republike
- Kotorsko gospodstvo, za područje Boke kotorske

Značajan deo stanovništva austrijske Kraljevine Dalmacije činili su dalmatinski Srbi. Pravoslavni Srbi u ovoj austrijskoj krunovini imali su svoju Dalmatinsku eparhiju, dok su Srbi katolici imali veoma istaknutu ulogu i političkom i društvenom životu Dubrovnika.
Počevši od 1879. godine, na području Kraljevine Dalmacije delovala je Srpska narodna stranka, čiji su kandidati u nekoliko navrata odnosili pobede na izborima za poslanike u Dalmatinskom saboru i bečkom Carevinskom veću. Među najistaknutijim političkim predstavnicima srpskog naroda sa područja ove austrijske krunovine bili su Sava Bjelanović i Stjepan Mitrov Ljubiša.
Kraljevina je ostala u sastavu Austrijskog carstva kao posebna jedinica sve do 1918. godine, kada je veći deo teritorije, osim Zadra i ostrva Lastovo, ušao u sastav Države Slovenaca, Hrvata i Srba, kasnije Kraljevine Srba, Hrvata i Slovenaca (1929. godine preimenovana u Kraljevina Jugoslavija).

## Stanovništvo
Broj stanovnika 1840. iznosio je 398.607. Srbi su činili 19% stanovništva.
Šezdesetih godina 19. veka bilo je 440.000 stanovnika. Od 14 gradova, samo je Split prelazio 10.000 ljudi.
Broj stanovnika 1880. iznosio je 476.101. Srbi su činili 16,5% stanovništva.

### 1900.
Broj stanovnika 1900. iznosio je 593.784. Srbi su činili 16,2% stanovništva.
Hrvati i Srbi su na popisu svrstani zajedno u jednu kategoriju zbog sličnosti svojih govornih jezika. Pošto je popis takođe rađen po veroispovesti, moguće je razdvojiti Hrvate i Srbe. Od njihovog ukupnog broja, katolika je bilo 469.800, a pravoslavaca 96.300. Iz toga sledi da je Hrvata bilo 475.000, a Srba 95.000.
| Jezični sastav 1910. |                |       |
| Jezik                | Broj govornika | %     |
| srpskohrvatski       | 565.300        | 95.2% |
| italijanski          | 15.300         | 2.6%  |
| nemački              | 2.300          | 0.4%  |
| ostali               | 10.900         | 1.8%  |
| ukupno               | 593.800        | -     |

## Religije
Rimokatolički arhiepiskop (nadbiskup) je imao sjedište u Zari (Zadru) dok su kotorska, hvarska, raguska (dubrovačka), šibenička i splitska dijeceze bile episkopije (biskupije). Na čelu pravoslavnog stanovništva bio je episkop u Zari tj. zarski episkop (biskup).
Upotreba slovenske liturgije napisane u Glagoljici, stara privilegija koje su imali stari rimokatolici iz Dalmacije i Hrvatske, prouzrokovala je mnogo problema početkom 10. vijeka.
Postojala je „bojazan“ da bi glagoljičke liturgije potpuno uklonile latinske, posebno na sjevernim ostrvima i izvan većih gradova gdje je slovenski elemenat bio veoma jak.
Tako je 1904-te godine Vatikan zabranio upotrebu Glagoljice na proslavama Ćirila i Metodija pod izgovorom da ugrožava jedinstvo rimokatolicizma.
Nekoliko godina kasnije, arhiepiskop Rajčević iz Zare (Zadra), diskutujući „glagoljički spor“, označio je katoličkom sveštenstvu (kleru) pokret kao „inovaciju od strane Panslavizma“ da se odvoji od latinskog Rima.

## Upravnici (guverneri)
- Franjo Tomašić (1813—1831)
- Venceslav Lilijenberg (Wenzeslau Lilienberg Water) (1831-1841)
- Ivan August Turski (I A Turszky) (1841-1847)
- Matija Rukavina (1847)
- Josip Jelačić (1848—1859)
- Lazar Mamula (1859—1865)
- Franjo Filipović (1865—1868)
- Ivan Vagner (Ivan Wagner) (1868-1869)
- Gotfrid (Gottfried) Auersperg (1869)
- Julius Fluk (J F von Leidenkron) (1869-1870)
- Gavrilo Rodić (1870—1881)
- Stjepan Jovanović (1882—1885)
- Ludovik Komaro (Comaro) (1885-1886)
- Dragutin Blažeković (1886—1890)
- Emil David (1890—1902)
- Erasmus Handel (1902—1905)
- Nikola Nardeli (Nikola Nardelli) (1905-1911)
- Mario Atems (Mario Attems) (1911-1913)
- Antun Zmajević(1913-1918)

## Literatura
- Бакотић, Лујо (1939). Срби у Далмацији од пада Млетачке републике до уједињења. Београд: Геца Кон.
- Милутиновић, Коста (1981). „Срби у Далмацији 1797-1878”. Историја српског народа. књ. 5, св. 2. Београд: Српска књижевна задруга. стр. 277—307.
- Милутиновић, Коста (1983). „Настанак политике новог курса на Приморју”. Историја српског народа. књ. 6, св. 1. Београд: Српска књижевна задруга. стр. 349—374.

## Spoljašnje veze
- Njemački protektorati Архивирано на веб-сајту  (22. јануар 2009) (језик: немачки)
- Mapa (језик: енглески)